# Ko Tapu

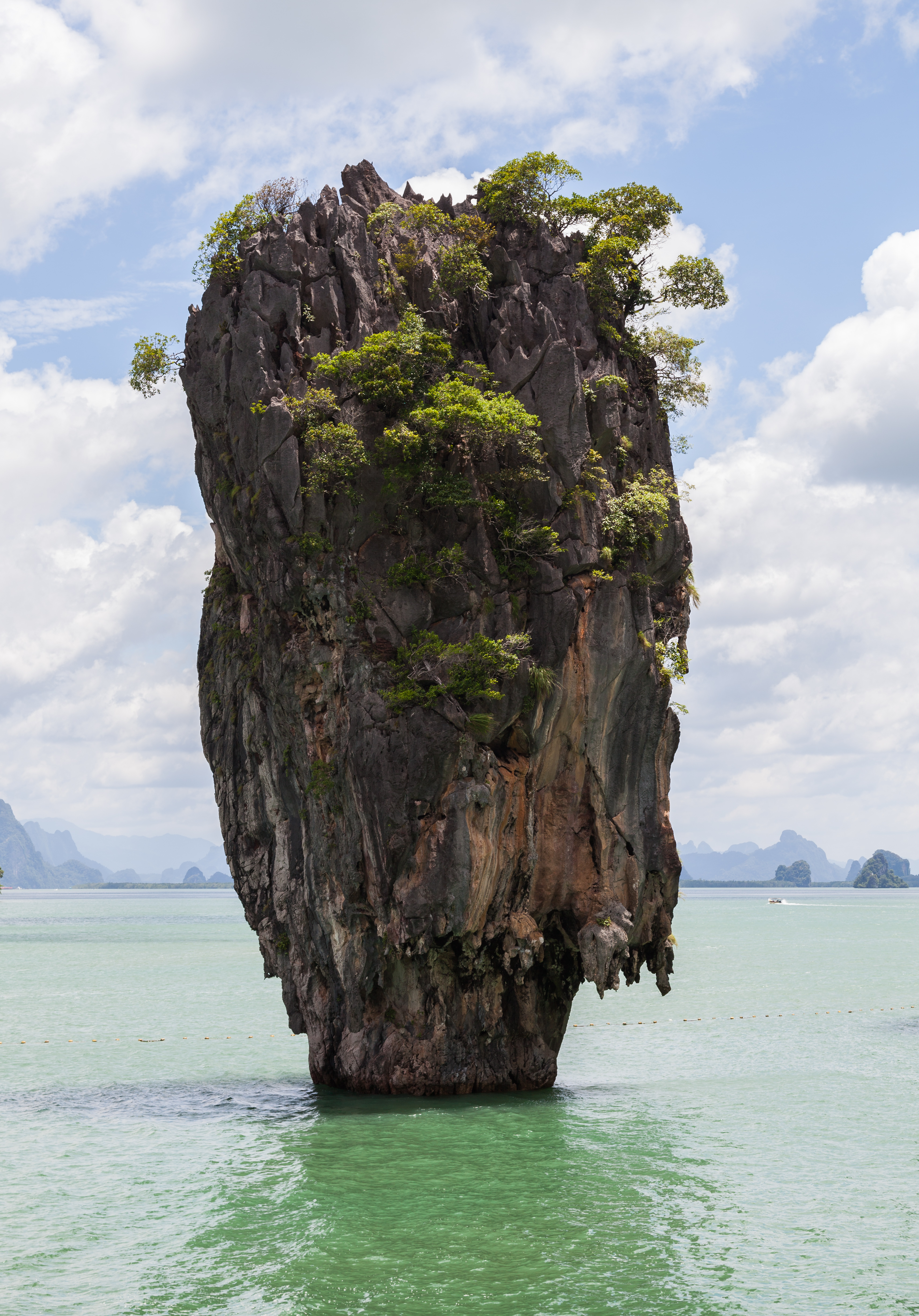
Formación rocosa Ko Tapu.

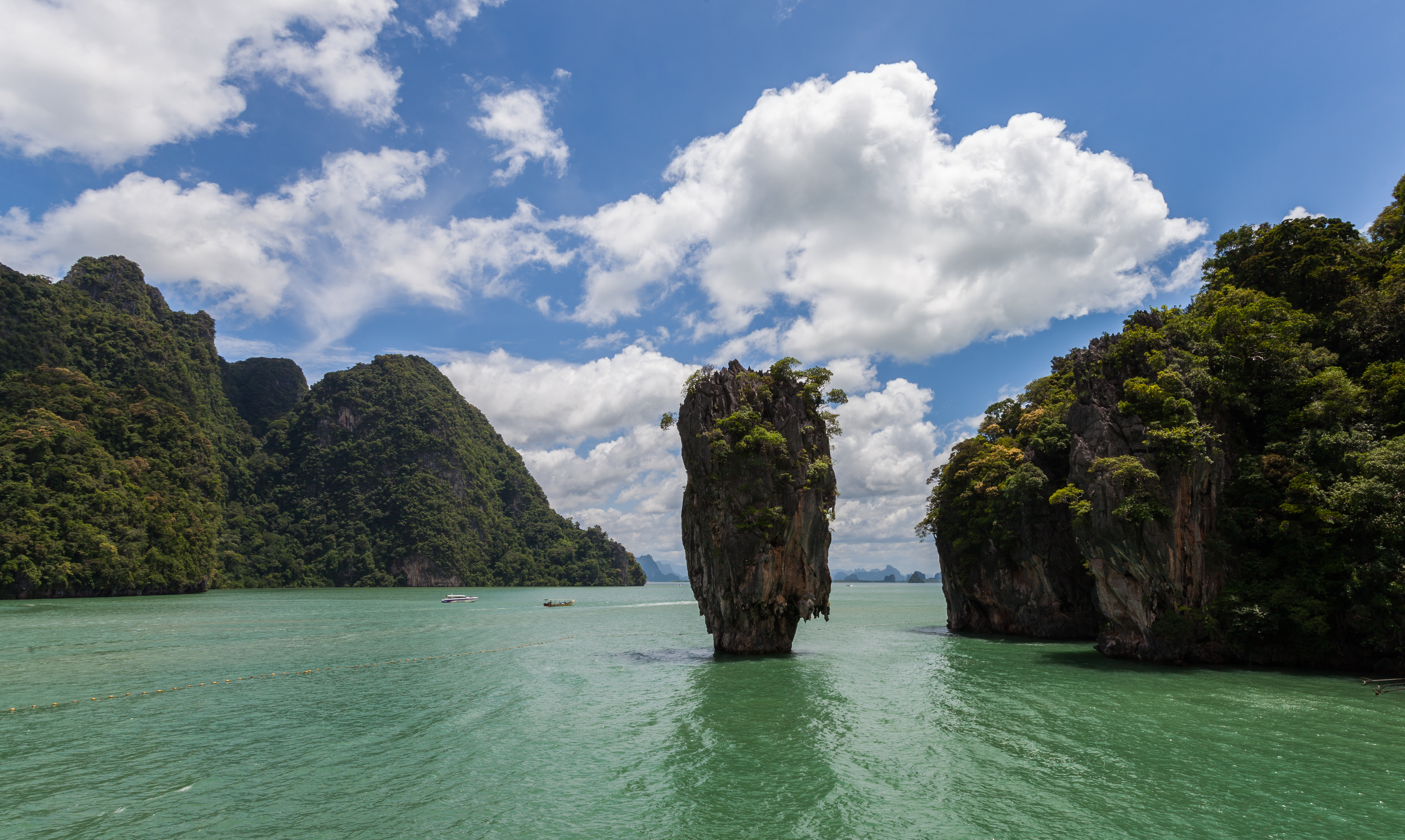
La bahía Phang-Nga.

Ko Tapu (en tailandés, เกาะ ตะปู, literalmente, «isla uña»; a veces también Khao Tapu, เขา ตะปู, «colina de la uña») es un islote situado en la bahía de Phang Nga, Tailandia.

## General
Ko Tapu es un stack o monolito de roca escarpada, de unos 20 metros de altura. Esta columna de roca se encuentra a unos 200 metros de la costa de las dos parejas de islotes conocidas como Ko Khao Phingkan (en tailandés, เกาะ เขา พิง กัน, literalmente «colinas descansando cada una sobre la otra»). Las islas se encuentran dentro del parque nacional Ao Phang Nga.
Saliendo de la isla de Phuket, se realizan tours turísticos de un día utilizando largos botes, generalmente desde las inmediaciones de Ko Khao Phingkan, donde se levantan casetas de mercado.
Ko Tapu se ha convertido en una popular atracción turística desde que fue presentado en la película de James Bond, El hombre de la pistola de oro en 1974, por esta razón, también se refieren a menudo a ella como la isla de James Bond (la última película de 1997 de James Bond, El mañana nunca muere, también incluye una escena en la bahía de Phang Nga, cerca de la isla de James Bond).